# Наумово (Киржачский район)
Наумово — деревня в Киржачском районе Владимирской области России, входит в состав Горкинского сельского поселения.

## География
Деревня расположена на берегу реки Шерна в 12 км на юг от центра поселения посёлка Горка и в 8 км на запад от райцентра города Киржач.

## История
В XIX — начале XX века деревня входила в состав Лукьянцевской волости Покровского уезда, с 1926 года — в составе Киржачской волости Александровского уезда. В 1859 году в деревне числилось 15 дворов, в 1905 году — 28 дворов, в 1926 году — 23 двора.
С 1929 года деревня входила в состав Елецкого сельсовета Киржачского района, с 1954 года — в составе Храпковского сельсовета, с 1959 года — в составе Бельковского сельсовета, с 1971 года — в составе Горкинского сельсовета, с 2005 года — в составе Горкинского сельского поселения.

## Население
| 1859 | 1905 | 1926 | 2002 | 2010 | 2021 |
| ---- | ---- | ---- | ---- | ---- | ---- |
| 96   | ↗169 | ↘107 | ↘13  | ↗19  | ↘4   |